# Sommancourt
Sommancourt és un municipi francès situat al departament de l'Alt Marne i a la regió del Gran Est. L'any 2007 tenia 53 habitants.

## Demografia

### Població
El 2007 la població de fet de Sommancourt era de 53 persones. Hi havia 28 famílies de les quals 12 eren unipersonals (8 homes vivint sols i 4 dones vivint soles), 8 parelles sense fills i 8 parelles amb fills.
La població ha evolucionat segons el següent gràfic:
Habitants censats

### Habitatges
El 2007 hi havia 30 habitatges, 26 eren l'habitatge principal de la família, 2 eren segones residències i 2 estaven desocupats. Tots els 30 habitatges eren cases. Dels 26 habitatges principals, 25 estaven ocupats pels seus propietaris i 1 estava llogat i ocupat pels llogaters; 3 tenien tres cambres, 14 en tenien quatre i 9 en tenien cinc o més. 22 habitatges disposaven pel capbaix d'una plaça de pàrquing. A 14 habitatges hi havia un automòbil i a 9 n'hi havia dos o més.

### Piràmide de població
La piràmide de població per edats i sexe el 2009 era:
| Homes | Edats   | Dones |
| ----- | ------- | ----- |
| 0     | 95 o +  | 0     |
| 2     | 90 a 94 | 0     |
| 1     | 85 a 89 | 3     |
| 0     | 80 a 84 | 1     |
| 0     | 75 a 79 | 1     |
| 4     | 70 a 74 | 3     |
| 2     | 65 a 69 | 3     |
| 3     | 60 a 64 | 1     |
| 1     | 55 a 59 | 2     |
| 1     | 50 a 54 | 1     |
| 1     | 45 a 49 | 2     |
| 0     | 40 a 44 | 0     |
| 2     | 35 a 39 | 2     |
| 4     | 30 a 34 | 2     |
| 1     | 25 a 29 | 3     |
| 0     | 20 a 24 | 0     |
| 0     | 15 a 19 | 0     |
| 0     | 10 a 14 | 0     |
| 0     | 5 a 9   | 3     |
| 2     | 0 a 4   | 3     |

## Economia
El 2007 la població en edat de treballar era de 25 persones, 20 eren actives i 5 eren inactives. Les 20 persones actives estaven ocupades(11 homes i 9 dones).. De les 5 persones inactives 3 estaven jubilades i 2 estaven classificades com a «altres inactius».
Activitats econòmiques
L'any 2000 a Sommancourt hi havia 6 explotacions agrícoles que ocupaven un total de 366 hectàrees.

## Poblacions més properes
El següent diagrama mostra les poblacions més properes.